# Woodside (ort i Australien)
Woodside är en ort i Australien. Den ligger i kommunen Adelaide Hills och delstaten South Australia, omkring 25 kilometer öster om delstatshuvudstaden Adelaide. Antalet invånare är 1 969.
Trakten runt Woodside består till största delen av jordbruksmark. Runt Woodside är det ganska glesbefolkat, med 35 invånare per kvadratkilometer. Genomsnittlig årsnederbörd är 729 millimeter. Den regnigaste månaden är juni, med i genomsnitt 133 mm nederbörd, och den torraste är december, med 21 mm nederbörd.